# منشور کبیر
مَگنا کارتا (به لاتین: Magna Carta) منشور کبیر منشور قانونی انگلیسی است که به‌طور رسمی در سال ۱۲۱۵ میلادی به تصویب رسید. این منشور به زبان لاتین نوشته شده و به نام لاتین آن شناخته می‌شود. ترجمه متداول مگنا کارتا، منشور کبیر است.

## بازشناخت
مگنا کارتا، جان، پادشاه انگلستان را موظف به پذیرفتن حقوق مشخصی برای مردان آزاد تحت حکومتش، احترام به برخی رویه‌های قانونی مشخص، و پذیرفتن این موضوع که قدرت او توسط قانون محدود خواهد شد، می‌نمود. در این منشور، مقصود از «مردان آزاد»، اقلیتی از بارون‌ها و فئودال‌های زمین‌دار انگلستان بوده است؛ این درحالیست که مردم عادی، رعایا و سرف‌ها از حیطهٔ حقوقی این منشور خارج بودند. تا قرن هجده میلادی در میان مورخان چنین تصور می‌شد که منظور از این حقوق، دفاع از آزادی‌های شخصی بوده است. بخشی ازین اسطوره‌سازی مرهون استفاده‌های سیاسی بود که مبارزان آزادی‌خواه قرن ۱۷ (انگلستان) و قرن ۱۸ (ایالات متحده) برای پیشبرد پیکار خود علیه پادشاهی انگلستان به‌این منشور ارجاع می‌داده‌اند. بااینحال مورخان عصر ویکتوریا انحصار حقوق منشور بزرگ به بارون‌ها را افشا کردند. علی‌رغم این مسئله، منشور همچنان وجه نمادین خود را حفظ کرده است و در فرهنگ اروپا-آمریکایی از آن به‌عنوان یکی از دستاوردهای تاریخی علیه استبداد پادشاهی یادمی‌شود.
این منشور در عین حال حقوقی برای افراد تحت فرمان شاه در نظر می‌گیرد و بعدها به‌طور تلویحی آزادیِ متهمی را که دلیلی برای اتهامش نیست، خواستار بوده است.
منشور کبیر به یکی از مهم‌ترین اسنادی بدل گشت که در یک روند تاریخی به ایجاد حکومت مشروطه در جوامع انگلیسی زبان امروزی بدل شد. گفته‌می‌شود که تدوین کامن لا در انگلستان و قانون اساسی ایالات متحده آمریکا از مگنا کارتا اثر پذیرفته‌اند.
در سال ۱۲۱۵ اشراف انگلستان که از پادشاه به خشم آمده بودند، شاه جان را وادار ساختند تا منشور کبیر را در ۱۵ ژوئن ۱۲۱۵ میلادی امضا کند. در واقع جان از اشراف مالیات زیادی درخواست کرده بود و این فرمان بیان می‌کرد که حتی پادشاه نیز مشمول قانون شده و باید از آن اطاعت کند.
اصلی‌ترین دلیل تدوین این منشور، اختلاف بین «اینوسنت سوم، پاپ کلیسای کاتولیک و اشراف انگلستان، با پادشاه بر سر میزان و حد قدرت وی بود. منشور آزادی، پادشاه را وادار می‌ساخت به تشکیلات قانونی احترام بگذارد و قبول کند که قانون بر ارادهٔ شخصی او ارجحیت دارد.
هدف اشراف انگلیس تحکیم حقوق رایج فئودالی بود و آن منشور هنوز به مثابه رشد جوانه دمکراسی و تکامل آن نبوده و رعایا «انسان آزاد» محسوب نمی‌شدند. در این منشور قید شده است: «... هیچ انسان آزاد [منظور صرفاً اشراف فئودال است] نباید دستگیر، زندانی یا از دارایی‌اش محروم یا محکوم، تبعید یا بهر صورتی بی خانمان شود… مگر به حکم قانون.»
این منشور البته درطی سال‌های بعد چندین بار بازبینی و بازنویسی شد. برخی پادشاهان خصوصاً در هنگامهٔ نیاز به مالیات بیشتر به‌آن وفادار بوده و برخی آن را نقض می‌کردند. با ضعیف شدن فئودال‌ها و قدرت گرفتن طبقهٔ بورژوازی، این‌بار مطالبات این طبقه بود که ایشان را به محدودکردن قدرت پادشاه برانگیزاند. این مبارزات در نیمهٔ سده ۱۷ دنبال شد و تدوین اعلامیهٔ حقوق مردم را در سال ۱۶۸۹ در پی داشت.

## منشور کبیر و هی‌بی‌اس کورپُس
در منشور کبیر آمده است: «حق و عدالت را در برابر هیچ اراده‌ای نمی‌فروشیم، آن را در برابر هیچ اراده‌ای انکار نمی‌کنیم و اجرای آن را به تأخیر نمی‌اندازیم.»
تحت تأثیر مگنا کارتا، کامن لا Common law در انگلستان و بسیاری از قوانین اساسی از جمله قانون اساسی ایالات متحده آمریکا توسعه پیدا کرد.
کامن لا اساس و پایهٔ حقوق انگلستان است و به جهت مشترک بودن این نظام برای همهٔ بخش‌های انگلستان و ویلز، آن را کامن لا می‌نامند.
مگنا کارتا (منشور کبیر آزادی) به‌طور تلویحی حق آزادی و هی‌بی‌اس کورپُس Habeas Corpus (قرار احضار زندانی) را به رسمیت شناخته و بدان توجه می‌داد.
حکم آزادی متهمی که دلیلی برای اتهام او نیست، در لاتین، برخلاف انگلیسی، Habeas corpus به صورت هَبیاس کُرپوس (با الف کشیده و واو کوتاه) تلفظ می‌شود.